# Bertone Nuccio
La Bertone Nuccio è una concept car prodotta dalla Bertone e presentata al Salone dell'automobile di Ginevra nel 2012 per celebrare il centenario della azienda italiana.

## Tecnica
Disegnata in configurazione monovolume dal designer statunitense Michael Vernon Robinson, adotta un propulsore centrale V8 da 4,3 litri dalla potenza di 430 cavalli e prende il nome da Nuccio Bertone figlio del fondatore della Bertone Giovanni Bertone.

## Design
Il sistema di illuminazione sfruttava la tecnologia LED e presentava un fascio luminoso che si estendeva per tutta la sezione anteriore e posteriore del mezzo. Diviso in tre zone, le due più esterne avevano le canoniche funzioni di un qualsiasi impianto luminoso automobilistico, mentre la terza, quella centrale, oltre a contenere le luci diurne implementava anche un segnale di stop. Tale soluzione, brevettata dalla Bertone, consentirebbe ai pedoni di accorgersi se un mezzo stia o meno frenando durante l'attraversamento di un incrocio.
Per aumentare la sicurezza dei passeggeri, all'interno dell'abitacolo sono state poste diverse strutture in alluminio per migliorare la resistenza in caso di impatto. Non c'è lo specchietto retrovisore interno, in quanto la sua funzione viene supplita da una telecamera posta nella sezione posteriore che provvede a inviare le immagini ad uno schermo LCD posto nella sezione centrale della plancia.